# Харчилава, Валериан Иосифович
Валериан Иосифович Харчилава (1924 год, село Квемо-Баргеби, ССР Абхазия) — звеньевой колхоза имени Сталина Гальского района, Абхазская АССР, Грузинская ССР. Герой Социалистического Труда (1948).

## Биография
Родился в 1924 году в крестьянской семье в селе Квемо-Баргеби (сегодня — Нижний Баргяп).
После получения начального образования в местной сельской школе трудился рядовым колхозником в колхозе имени Сталина Гальского района до призыва в Красную Армию по мобилизации. С 1941 года участвовал в Великой Отечественной войне. Воевал в составе 790 стрелкового полка 392 стрелковой дивизии (790 сп 392 сд).
После демобилизации возвратился в родную деревню, где продолжил трудиться в колхозе имени Сталина Гальского района. В послевоенные годы возглавлял полеводческое звено.
В 1947 году звено под его руководством собрало в среднем с каждого гектара по 83,7 центнера кукурузы с участка площадью 3 гектара. Указом Президиума Верховного Совета СССР от 21 февраля 1948 года удостоен звания Героя Социалистического Труда за «получение высоких урожаев кукурузы и пшеницы в 1947 году» с вручением ордена Ленина и золотой медали «Серп и Молот» (№ 745).
Этим же Указом званием Героя Социалистического Труда были также награждены председатель колхоза имени Сталина Гальского района Владимир Ахлоевич Гогохия и двадцать тружеников колхоза, в том числе бригадиры Аполлон Зосимович Гогохия, Валериан Викторович Микава, Дзуку Михайлович Ригвава, Иродион Качалович Харчилава, Эраст Кутаевич Чаава, звеньевые Иосиф Алексеевич Акубардия, Джига Павлович Бутбая, Гадза Дзугуевич Гогохия, Чичико Дзугуевич Гогохия, Джого Бардзикиевич Дзандзава, Владимир Тагуевич Заркуа, Алексей Викторович Микава, Аполлон Сейдукович Микава, Хухути Авксентьевич Тодуа, Александр Николаевич Харчилава, Калистрат Дианозович Шамугия, Акакий Дзвариевич Шенгелия,  Александра Караевна Шония и Владимир Итоевич Шония.
После выхода на пенсию проживал в родном селе Квемо-Баргеби.
Награды
- Герой Социалистического Труда
- Орден Ленина
- Орден Отечественной войны 2 степени (представлен к награде 17.04.1990[3])